# Naoto Miki
Naoto Miki (jap. 三木 直土, Miki Naoto; * 8. Mai 2001 in der Präfektur Mie) ist ein japanischer Fußballspieler.

## Karriere
Naoto Miki erlernte das Fußballspielen in der Jugendmannschaft von Júbilo Iwata. Hier unterschrieb er 2020 auch seinen ersten Profivertrag. Der Verein aus Iwata spielte in der zweiten japanischen Liga, der J2 League. Sein Zweitligadebüt gab er am 28. Juni 2020 im Auswärtsspiel gegen Kyōto Sanga. Hier wurde er in der 72. Minute für Kōki Ogawa eingewechselt. Sein erstes Tor als Profi schoss er am 14. Oktober 2020 im Heimspiel gegen V-Varen Nagasaki. In der 47. Minute schoss er das Tor zum 1:0. Das Spiel gewann Júbilo mit 1:0. Ende 2021 feierte er mit Júbilo die Meisterschaft der zweiten Liga und den Aufstieg in die erste Liga. 2021 absolvierte er 16 Zweitligaspiele. Am 1. Februar 2022 wechselte er auf Leihbasis zum Drittligisten Fujieda MYFC. Am Ende der Saison 2022 feierte er mit dem Verein die Vizemeisterschaft und den Aufstieg in die zweite Liga. Elfmal stand er für den Verein in der dritten Liga auf dem Spielfeld. Die Saison 2033 wurde er vom Drittligisten Fukushima United FC ausgeliehen. Für den Verein aus Fukushima bestritt er neun Drittligaspiele. Nach der Ausleihe kehrte er zu Júbilo zurück. Hier wurde sein Vertrag nicht verlängert. Im Januar 2024 nahm ihn der Drittligist Gainare Tottori unter Vertrag.

## Erfolge
Júbilo Iwata
- Japanischer Zweitligameister: 2021  ▲

Fujieda MYFC
- Japanischer Drittligavizemeister: 2022  ▲